# Бардо (гміна)
Гміна Бардо (пол. Gmina Bardo) — місько-сільська гміна у південно-західній Польщі. Належить до Зомбковицького повіту Нижньосілезького воєводства.
Станом на 31 грудня 2011 у гміні проживало 5552 особи.

## Площа
Згідно з даними за 2007 рік площа гміни становила 73.41 км², у тому числі:
- орні землі: 43.00%
- ліси: 48.00%

Таким чином, площа гміни становить 9.16% площі повіту.

## Населення
Станом на 31 грудня 2011:
| Опис     | Загалом | Загалом | Чоловіки | Чоловіки | Жінки | Жінки |
| -------- | ------- | ------- | -------- | -------- | ----- | ----- |
| одиниця  | осіб    | %       | осіб     | %        | осіб  | %     |
| все      | 5552    | 100     | 2706     | 48.74    | 2846  | 51.26 |
| міське   | 2778    | 100     | 1317     | 47.41    | 1461  | 52.59 |
| сільське | 2774    | 100     | 1389     | 50.07    | 1385  | 49.93 |

## Сусідні гміни
Гміна Бардо межує з такими гмінами: Каменець-Зомбковицький, Клодзко, Стошовіце, Зомбковіце-Шльонське, Злоти Сток.